# Gunnor av Normandie
Gunnor av Normandie, född 950, död 1031, var en hertiginna av Normandie, gift med hertig Rikard I av Normandie. Hon fungerade som regent vid flera tillfällen under sin makes frånvaro.

## Biografi
Gunnors föräldrar är okända, men hon var av nordiskt ursprung och tillhörde troligen de skandinaviska immigranter som bosatt sig i Normandie under Rickard I:s regeringstid.
Gunnor bodde med sin syster Seinfredia, som var gift med en av Rikards skogvaktare. Under en ridtur uppmärksammades Seinfreida av Rikard, som bad henne om ett sexuellt möte. Seinfreida skickade i stället sin syster Gunnor för att träffa Rikard, och de inledde då ett förhållande. Gunnor och Rikard var gifta More danico, något som inte godkändes av kyrkan, och hon ansågs därför vara hans älskarinna. Efter att Rikards första hustru, Emma av Paris, avled gifte sig paret kyrkligt år 989: den utlösande händelsen var att kyrkan vägrade göra deras son till biskop med hänvisning till att hans föräldrar inte var gifta. Vigseln gav henne ställningen som hertiginna, men det är inte bekräftat att hon fick några personliga förläningar.
Få av Normandies hertiginnor har spelat någon större personlig roll, men Gunnor var ett undantag. Hon nämns i flera samtida dokument som sin makes ställföreträdare och utförde uppgifter som domare i dispyter i hans ställe och fungerade som hans regent i hans frånvaro och som rådgivare i hans närvaro, och som medlare i tvisterna mellan hennes make och son. Hennes namn spåras också i åtskilliga donationer.
Gunnor blev änka 996. Hennes inflytande var vid den tidpunkten så stort att hon beskrivs som Normandies de facto regent. Under sin sons regeringstid fortsatte hon att inta den inflytelserika ställning som rådgivare och ställföreträdare för hertigen som hon hade haft under sin makes regeringstid. Hennes namn märks på donationer ännu under åren 1024–1026.